# On the Way to a Smile
On the Way to a Smile est une série de nouvelles écrites par Kazushige Nojima, qui se déroulent entre les événements de Final Fantasy VII et ceux de Final Fantasy VII: Advent Children.